# Barış Hersek
Barış Hersek (Kırklareli, 26 marzo 1988) è un ex cestista turco.

## Carriera
Con la Turchia ha disputato i Campionati mondiali del 2014 e tre edizioni dei Campionati europei (2009, 2015, 2017).

## Palmarès
- Campionato turco: 5

Beşiktaş: 2011-12
Pınar Karşıyaka: 2014-15
Fenerbahçe: 2015-16, 2016-17, 2017-18
- Coppa di Turchia: 5

Efes Pilsen: 2006-07
Beşiktaş: 2011-12
Pınar Karşıyaka: 2013-14
Fenerbahçe: 2016, 2019
- Coppa del Presidente: 4

Beşiktaş: 2012
Pınar Karşıyaka: 2014
Fenerbahçe: 2016, 2017
- EuroChallenge: 1

Beşiktaş: 2011-12
- Eurolega: 1

Fenerbahçe: 2016-17